# 鈴木リカルド
鈴木リカルド（すずきリカルド、Ricardo Suzuki、2000年4月27日 - ）は、ボリビア系日本人のテコンドー選手、フェザー級。兄である鈴木セルヒオが「怪獣のよう」と評するフィジカルの強さが武器。

## 経歴
父親は日本人、母親はボリビア人。10歳の頃兄のセルヒオに勧められて空手からテコンドーに転向した。高校までボリビアに住み、兄セルヒオの後を追って大東文化大学に進学。
初めてのオリンピックである2020年東京オリンピックでは、兄弟揃っての金メダルを目標としていた。